# Jonathan Bush Atchison
Jonathan Bush Atchison, född 1840, död 1882, var en amerikansk metodistpastor. Han diktade texten till sång nummer 478 O, strålande krona som väntar mig där i Svenska Missionsförbundets sångbok 1920. Vem som översatt texten till svenska framgår inte.

## Psalmer
- O, strålande krona som väntar mig där, nummer 478 i Svenska Missionsförbundets sångbok 1920.